# Зимові комарі
Зимові комарі (Trichoceridae) — родина комах ряду двокрилих. Найдавніші викопні знахідки родини датуються ранньою юрою (синемюрський ярус).

## Зовнішня будова

Жилкування крила Trichoceridae. C : кістальна жилка; Sc : субкостальна жилка; R : радіальні жилки; M : медіальні жилки; Cu : кубітальні жилки; A : анальні жилки; h : плечова жилка; rm : радіо-медіальна жилка; bm-cu : медіо-кубітально-базальна жилка; dm-cu : медіо-кубітально-дискальна жилка; dm : дискоїдальний осередок.

Комари зимові — це довговусі двокрилі, що мають довге і тонке тіло і ноги, що робить їх схожими з представниками родин комарів-довгоніжок (Tipulidae), танідерид (Tanyderidae) і птихоптерид (Ptychopteridae). Голова округла. Вусики зазвичай довгі, досягають заднього краю грудей при згинанні назад. Флагеллум вусиків складається із 16 члеників. Щупики 5-членикові. У зимових комарів на тімені є два-три простих вічка, що відрізняє їх від представників вище перерахованих сімейств. Фасеткові очі голі (Cladoneura Scudder) або у волосках (Trichocera Meigen). Середньоспинка з поперечним V-подібним швом між основами крил. Крила (5-10 мм) довші за черевця, як правило прозорі. Субкостальна жилка довга. Лише чотири радіальні жилки досягають краю крила. Дискоїдальна комірка завжди є, лежить у дистальній частині крила. Жилка А2 коротка, впадає в край крила далеко від впадання А1 . Діагностичною ознакою є довжина першого членика лапки. У Trichocerinae він подовжений, а у Paracladurinae — короткий, ледь помітний.

## Екологія та місцеперебування
Дорослі комарі зустрічаються навесні та пізно восени. Деякі виявляють активність навіть у зимовий час, через що їм було присвоєно назву «зимові комарі». Самці утворюють рої, особливо у сонячні дні. Одні з небагатьох представників двокрилих, що зустрічаються в зоні тайги в зимові місяці. Також вони можуть зустрічатися відпочиваючими у печерах, шахтах, підвалах та дуплах дерев. Летять на світло. Личинки зустрічаються у вологих місцях, де вони харчуються рослинами, що гниють, залишками, трупами і екскрементами тварин, грибами. В Антарктиді мешкають у посліді пінгвінів та гніздах інших птахів. Тривалість розвитку личинок — від кількох тижнів до кількох місяців.

## Класифікація
На підставі імагінальних ознак сімейство включають в інфразагін Tipulomorpha, а на підставі личинкових ознак його відносять до Psychodomorpha. У світовій фауні близько 200 видів у 15 родах. Сімейство поділяється на чотири підродини.
- Підродина Ewauristinae Shcherbakov & Azar, 2019
  - † Ewaurista Shcherbakov & Azar, 2019 — Ліван, рання крейда, 1 вид[3]
- Підродина Kovalevinae Krzemińska, Krzemiński and Dah, 2009
  - † Kovaleva Krzemińska, Krzemiński & Dahl, 2009 — Росія (Забайкалля), юрський період, 6 видів[4]
- Підродина Paracladurinae Krzeminska 1992
  - Asdura Krzemińska, 2006 (= Adura Krzeminska, 2005) — Нова Зеландія, 4 види[5].
  - Nothotrichocera Alexander, 1926 — Австралія і Нова Зеландія, 11 видів[4][5].
  - Paracladura Brunetti, 1911 — Голарктика, 31 вид[4][6]
  - Zedura Krzemińska, 2005 — Австралія, Нова Зеландія, Південна Америка (Чилі, Аргентина), 17 видів[7]
- Підродина Trichocerinae Kertesz 1902
  - Cladoneura Scudder, 1894 (= Diazosma Bergroth, 1913) — Голарктика, 6 видів[8]
  - † Eotrichocera Kalugina, 1985 — Китай, Монголія, Росія (Бурятія, Якутія), юрський період, 7 видів[4]
  - † Mailotrichocera Kalugina, 1985 — Німеччина, Киргизія, Росія (Забайкалля), юрський період, 9 видів[1][4].
  - † Karatina Krzemińska, Krzemiński, Dahl & Lukashevich, 2009 — Казахстан, Росія (Східний Сибір), юрський і крейдяний період, 3 види[4]
  - † Paleotrichocera Kalugina, 1986 — Монголія, крейдяний період, 1 вид[9].
  - † Rasnitsynina Krzemińska, Krzemiński & Dahl, 2009 — Росія (Забайкалля), юрський і крейдяний період, 2 види[4]
  - † Tanychoreta Zhang, 2006 — Китай, Казахстан, Росія (Забайкалля), юрський період, 9 видів[4]
  - Trichocera Meigen, 1803 — Голарктика, Орієнтальна область, Австралія, понад 109 видів[10][11]
  - † Zherikhinina Krzemińska, Krzemiński & Dahl, 2009 — Китай, Казахстан, Монголія, Росія (Східний Сибір, Забайкалля), юрський і крейдяний період, 9 видів[4]
  - † Undaya Krzemińska, Krzemiński & Dahl, 2009 — Монголія, Росія (Забайкалля, Якутія), юрський період, 17 видів[4].